# 迎新街道 (通榆县)
迎新街道是中华人民共和国吉林省白城市通榆县下辖的一个街道办事处。

## 行政区划
迎新街道下辖以下村级行政区划单位：
富强社区、文明社区、繁荣社区。